# Nicolas Appert
Nicolas Appert (Châlons-en-Champagne, 17. studenog 1749. – Massy, 1. lipnja 1841.), francuski kuhar i slastičar, "otac konzervi".

## Vanjske poveznice
- Međunaronda udruga Nicolas Appert  Arhivirana inačica izvorne stranice od 4. rujna 2011. (Wayback Machine)